# Падурени (Марашешти)
Падурени (рум. Pădureni) насеље је у Румунији у округу Вранча у општини Марашешти. Oпштина се налази на надморској висини од 65 m.

## Становништво
Према подацима из 2011. године у насељу је живело 535 становника.